# 管姓
管姓在当今中国姓氏排行第一百四十位的姓氏，人口较多，约占全国汉族人口的0.09%。在《百家姓》中排第166位，是中国较为古老的姓氏之一。

## 延伸阅读
[在维基数据编辑]
 《百家姓》
 《欽定古今圖書集成·明倫彙編·氏族典·管姓部》，出自陈梦雷《古今圖書集成》